# Ophiorrhiza richardiana
Ophiorrhiza richardiana là một loài thực vật có hoa trong họ Thiến thảo. Loài này được Gaudich. mô tả khoa học đầu tiên năm 1830.